# Barranc de Gargalluga
El Barranc de Gargalluga, és un dels barrancs del territori de Castissent, dins de l'antic terme de Fígols de Tremp, actualment inclòs en el terme municipal de Tremp, al Pallars Jussà. En els mapes sovint apareix grafiat com a Barranc de Gargalluda o de la Gargalluda.
Es forma per canvi de nom del barranc del Masió un cop passada, cap a ponent, la casa de Concurrell. Des d'aquell lloc baixa cap a ponent, per anar a trobar la Noguera Ribagorçana just al davant del Mas de Renou, que queda davant i a ponent.